# Hinteregger (Bauunternehmen)

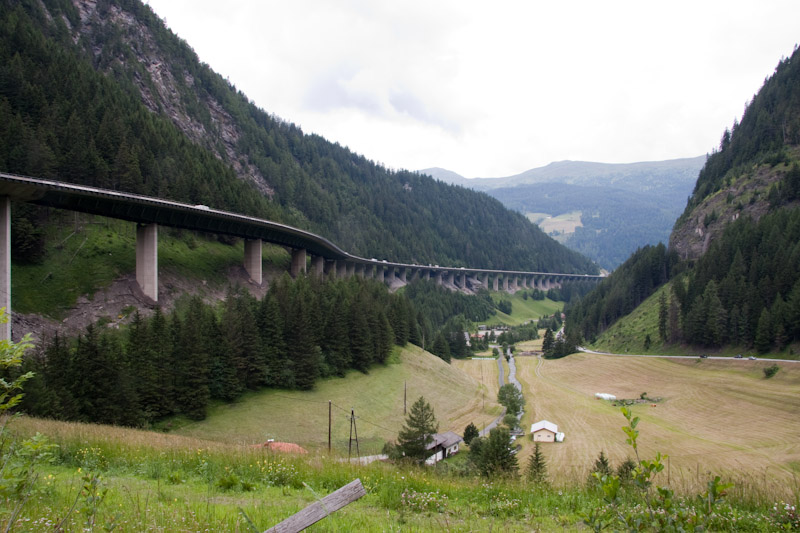
ArGe Baulos 24 Luegbrücke G.Hinteregger – Innerebner&Mayer – Weller&Co

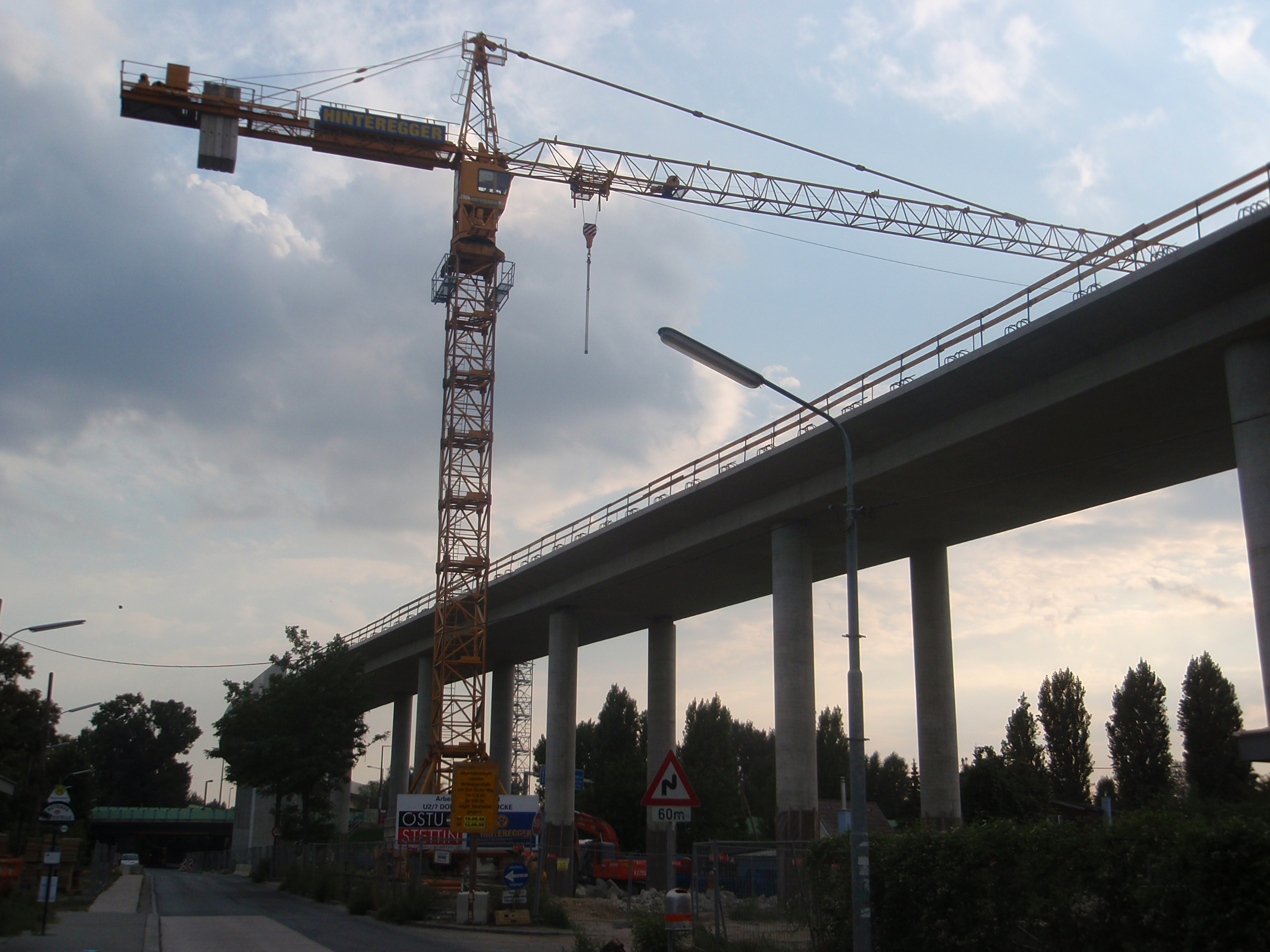
Hinteregger Kran in Wien 2008, U2 Donaustadtbrücke

Die Firma G. Hinteregger & Söhne Baugesellschaft m.b.H. ist ein Bauunternehmen mit Sitz in Salzburg, Stadtteil Schallmoos. Das im Jahre 1914 gegründete, im Privatbesitz befindliche Unternehmen mit der Zentrale in Salzburg hat Niederlassungen in der Steiermark, Oberösterreich und Wien sowie eine Filiale in Kärnten. Es wird in der dritten Generation geführt und zählt mit rund tausend Mitarbeitern zu den größeren Bauunternehmen in Österreich.
Hinteregger gehört seit 2017 zu Porr.

## Geschichte

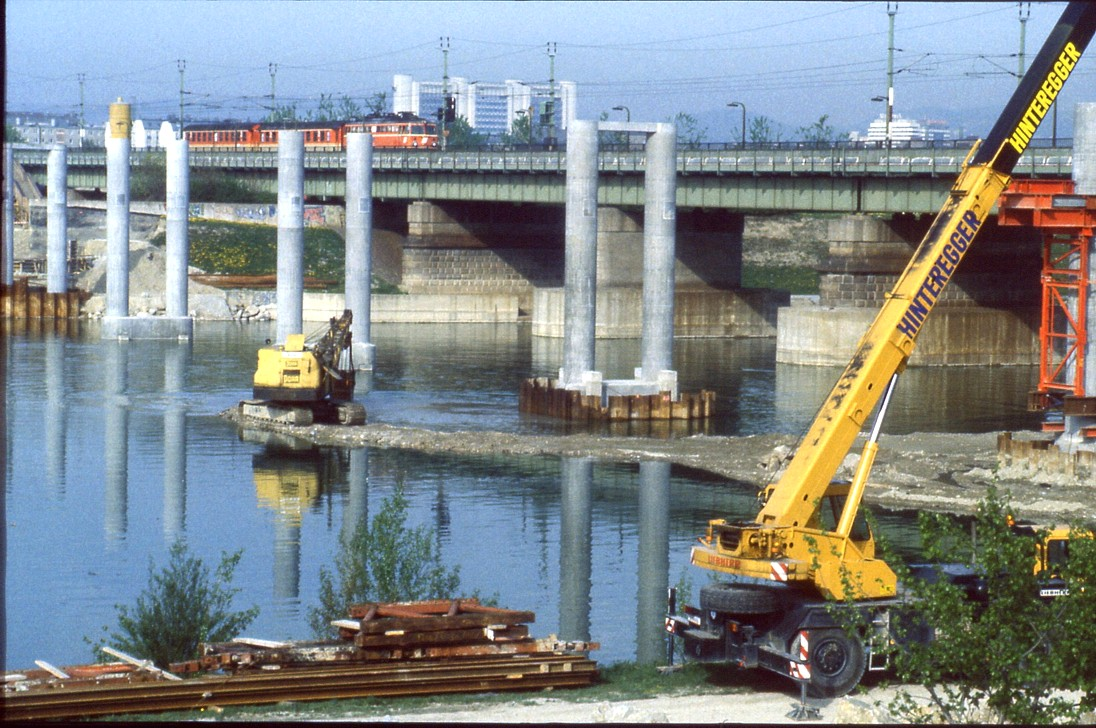
Bau der U6 in Wien 1992

Das Unternehmen wurde 1914 in Bregenz, Vorarlberg, vom 25-jährigen Bau- und Zimmermeister Gebhard Hinteregger als Baumeisterbetrieb gegründet. Der Ausbau der Wasserkraft nahm in den 1920er Jahren stark zu – das Krafthaus der Stufe Partenen der Vorarlberger Illwerke, das Speicherbecken Latschau sowie Kraftwerksstollen und Rohrleitungen wurden von Hinteregger erbaut. 1938 gründete Hinteregger eine Bauunternehmung mit Sitz in Wien. Gebhard Hinteregger war bekennender Nationalsozialist und NSDAP-Mitglied seit 1933. Seine Firma war 1941 am Bau des Barackenlagers München-Milbertshofen für die Ghettoisierung und Deportation von Juden aus München und Oberbayern beteiligt.
Die Firma G. Hinteregger & Söhne Salzburg kam dann im Zuge der Arbeiten am Großbauvorhaben der Tauernkraftwerke Kaprun nach Salzburg und der Standort in Wien wurde als Zweigniederlassung weitergeführt.
Das Unternehmen wurde bis in die 1960er-Jahre von Gebhard Hinteregger geprägt, dazwischen lag die Nachkriegsaufbauarbeit ab den 1950er-Jahren über drei Jahrzehnte in den Händen von Erika Brandstetter. Die Firmenkonzentration in Salzburg und die  Positionierung in der österreichischen Bauindustrie prägte diese Ära. Ab den 1980er-Jahren bis über die Jahrtausendwende übernahm ihr Bruder G. Klaus Hinteregger die Führung des Unternehmens. Das Bauunternehmen Hinteregger befindet sich zu gleichen Teilen im Besitz der Familien Brandstetter und Hinteregger. 2009 wurde der Firmenverband, bestehend aus den Firmen G. Hinteregger & Söhne Baugesellschaft m. b. H., Dyckerhoff & Widmann Gesellschaft m. b. H. und Dywidag Spezialtiefbau, um die auf den Stahlschalungsbau spezialisierte Fehberger Stahlbau GmbH erweitert.
Das Unternehmen wurde am 21. Juli 2017 von der Porr AG übernommen.

## Aktivitäten
Schwerpunkte der Aktivitäten sind der industrielle Tiefbau, der Kraftwerks- und der Untertagebau, vornehmlich im deutschsprachigen Teil Europas, mit den Schwerpunkten Untertagebau, Ingenieurbau und Kraftwerksbau, ergänzt durch bauindustrielle Regionalgeschäfte in den Niederlassungen Linz, Wien, Niklasdorf, Klagenfurt und Salzburg.
Das Volumen an beauftragten Leistungen beträgt 437 Millionen Euro (davon 78 Prozent im Untertagebau).

## Bauprojekte
Das derzeit größte Bauvorhaben betrifft das Projekt Stuttgart 21 für die Deutsche Bahn sowie zahlreiche Tunnelbauten, darunter für die Asfinag in Österreich den Bau der zweiten Röhre des Gleinalmtunnels, Sanierungen im Arlberg-Straßentunnel sowie Kraftwerksarbeiten im Stanzertal und bei den Pumpspeicherkraftwerken in Kärnten und Vorarlberg. Zu den Bauprojekten im Land Salzburg zählen das Kraftwerk Kaprun und das Pumpspeicherkraftwerk Limberg II. An der Salzach hat Hinteregger das Flusskraftwerk Urstein, die Gemeinschafts-Kraftwerke Mittlere Salzach und das Flusskraftwerk Sohlstufe Lehen realisiert. Für dieses Projekt wurde das Bauunternehmen  mit dem Europäischen Betonpreis 2014 ausgezeichnet. Das Unternehmen erhielt das Austria Gütezeichen als Musterbetrieb sowie das Gütezeichen als Instandsetzungsfachbetrieb der österreichischen Vereinigung für Beton- und Bautechnik (öbv).
Im Verkehrswegebau realisierte das Unternehmen die erste Röhre des Tauerntunnels, den Doppelstocktunnel in Lend und die Sanierung des Ofenauer Tunnels. Die Baufirma Hinteregger hat zudem an den Festspielhäusern, am Haus der Natur, an den Mönchsberggaragen, der Überdachung der Gaswerkgasse und auch an denkmalgeschützten Gebäuden mit historischer Bausubstanz in der Salzburger Altstadt gearbeitet.